# Грицівський замок
Грицівський замок —  пам'ятка фортифікаційної архітектури XVI-XVIII ст.  Знаходилася  у  містечку Гриців Шепетівського району Хмельницької області на берегах річок Хомора та Білка.

## Історія
За археологічними даними, на території с. Гриців Шепетівського району (на теперішній час Грицівська об'єднана територіальна громада, адміністративний центр Гриців) існувало давньоруське поселення XII - XIII ст.  
З писемних джерел відомо, що в зв'язку з міжусобними чварами князів, та нападами ворогів було вирішено збудувати замок із фортецею, які б захищали містечко. У 1240 р. поселення Гриців було спустошено татарськими ордами. Після знищення у місцевості, яку називають "валами" було збудовано нове укріплення. Замок був добре озброєний, мав гармати і гарнізон, це підтверджується рукописними матеріалами очевидців які переховувалися у замку до 1893 року. 
З архівних документів князів Сангушків  відомо, що містечко Гриців разом із замком в 1547 р. належав князям Збаразьким, у 1570 р. князю Острозькому, 1620 р. знову Збаразьким, а далі воно переходить у володіння до князів Любомирський.  У 1752 р. Міхал Грохольський купує містечко у князя Любомирського, з того часу і до XIX ст. містечко разом із замком належало роду Грохольських. Грицівський замок вважався дуже міцним замком та добре укріпленим. 

## Будова
Загальний вигляд Грицівського замку  відтворив реконструктор Терещук К.І., у якого дізнаємось: "Укріплення мало дерев'яні фортифікаційні споруди з в'їздом зі східної сторони через прорізаний високий вал понад глибоким ровом по мосту, який, можливо, був підйомний, укріплення з трьох сторін було захищене водою і болотом" 
Отже із вищесказаного ми можемо говорити, що в'їзд у Грицівський замок  був з південного чи південно-західного боку. З півночі та північного заходу його омивали води Хомори. Зі сходу - річка Білка створювала непрохідне болото.
З півдня та південного заходу був напільний бік, укріплений заводненими ровами та кам'яними валами. За валами знаходилося поселення.  Заболочена і заводнена східна сторона, яка до всього є низиною, навряд чи могла б слугувати в'їздом до фортеці і, без сумніву, була непридатною для поселення. А під час  ворожого нападу бігти з дітьми, худобою з півдня (чи майже протилежного боку - заходу) на схід, до того ж під гору, щоб сховатися у фортеці, було б нелогічно. Та й селилися наші предки, швидше, на березі повноводної Хомори - з півдня і південного заходу, а не її притоки Білки - зі сходу. Дотепер під час розливу річок східна сторона є малопрохідною. У предковічну давнину на обох річках будувалися застави, які, в разі потреби, могли відкриватися і вода затоплювала усі підходи до укріплення. Ось як описуються оборонні споруди на річках поблизу Сульжина: "З півночі біля Хомори ставили загорожу з високих кілків, обплітали її гіллям глоду, терну, шипшини. А ще на Хоморі спорудили міцні заставки. І якби вже трапився крайній випадок, то відкрили б їх і затопили все довкруж" 
Коли на Хоморі ставилися заставки,то вода і болото дуже близько підходили до грицівського укріплення. Отже, таким чином захищали грицівський замки одночасно, не зводячи додаткових споруд, хоча,  це призводило до сварок володарів обох замків.
Звісно, ландшафт довкола давнього укріплення з часом дуже змінився. Скажімо, Мечислав Грохольський, упорядковуючи садибу, збудовану на місці Грицівського замку, вирівнював горби, низини засипав землею, прокопував нові канали. Ще донедавна територія колишньої замкової фортеці була оточена досить глибоким ровом зі східно-південної сторони. При будівництві місцевого магазину ці залишки давнього укріплення були засипані та знищені вщент. Отож, північно-східна сторона зазнала значних змін. В результаті часових перебудов, які було здійснено після повного знищення замку на даний час не збереглося жодних фортифікаційних валів того часу.